# شربت‌علی چنگیزی
شربت‌علی چنگیزی مارشال نیروی هوایی بازنشستهٔ هزاره اهل پاکستان است. فعالیت‌های نظامی او در نیروی هوایی پاکستان و بیشتر در زمان جنگ هند و پاکستان بود.

## زندگی
شربت‌علی چنگیزی متعلق به اقلیت قومی هزاره‌های، پاکستان است اجداد به خاطر قتل‌عام هزاره‌ها همراه با خانواده اش در سال‌های ۱۸۸۰(میلادی) از افغانستان به پاکستان مهاجرت کرده بودند.
شربت‌علی چنگیزی، سال‌های بازنشستگی خود را با خانواده‌اش در شهر کراچی پاکستان می‌گذراند.

## افتخارات و مدال‌ها
|  |  |  |  |
|  |  |  |  |
|  |  |  |  |